# 岡谷太鼓祭り
岡谷太鼓祭り（おかやたいこまつり）は、長野県岡谷市において、毎年8月13日から14日に開催される市民祭､夏祭り。

## 概要
メイン会場はイルフプラザ広場周辺。
「日本の屋根から世界に響け」をモチーフとし、市の内外から数多くの和太鼓チームが参加、名物となった「300人のそろい打ち」は圧巻である。数え7年（丸6年）に1度、寅年と申年にのみ行われる御柱祭を除けば、岡谷市最大の祭りといってよい。
太鼓祭りという名ではあるが、神輿、長持等も市内を練り歩き、近年では「MINAKOIわっさか」という踊りも祭りの一部に組み込まれるなど多様化が図られている。
初開催は、1969年（昭和44年）。御諏訪太鼓の宗家・小口大八を中心とし、天王森広場付近にて地域活性化を目的とし商業祭として開かれたのが起源となっている。この際、御諏訪太鼓の指導のもとに結成されたのが岡谷太鼓保存会である。岡谷太鼓保存会には現在約30チームほど所属しているが、近在の企業内や地区の育成会など各所に太鼓チームがあり、有志によって結成されたチームもあるなど地域生活の中に太鼓がとけ込んであり、太鼓を通じた地域活性化という当初の目論みは大きく成功したと言える。
なお2006年（平成18年）の太鼓祭りは、豪雨災害の影響で中止となった。
諏訪地方のケーブルテレビ、LCVでも生中継で放送される。

## 年表
- 1969年（昭和44年） - 第1回岡谷太鼓祭り開催
- 2006年（平成18年） - 豪雨災害の影響で中止
- 2020年（令和2年）から2022年（令和4年）にかけてコロナ禍の影響により中止
- 2023年（令和5年） - 3年ぶりに開催されることが発表された[1]。